# آنگولا در المپیک
آنگولا در ده دوره از بازی‌های المپیک تابستانی شرکت کرده است. این کشور هنوز موفق به کسب مدال المپیک نشده و تا به حال در بازی‌های المپیک زمستانی هرگز شرکت نکرده است. بهترین رتبه‌های آنگولا، رتبهٔ هفتم در سال ۱۹۹۶ و رتبهٔ هشتم در سال ۲۰۱۶، هر دو توسط تیم ملی هندبال زنان آنگولا به دست آمده است. آنگولا از نظر جمعیت، هفتمین کشور بزرگ بدون مدال المپیک است.
آنگولا در المپیک تابستانی ۲۰۱۶ بیشترین تعداد ورزشکاران (۲۶ نفر) و بیشترین تعداد رویدادها (۷ رویداد) را در میان تمام کشورهای آفریقای مرکزی داشت. با این حال، موفق به کسب مدال نشد. جوان‌ترین ورزشکار آنگولا در سال ۲۰۱۶، لایت هرمنگیلد با سن ۱۶ سال بود که در دو و میدانی شرکت کرد. پیرترین ورزشکار آنگولا، ژوآو پائولو دِ لِیریا ای سیلوا، با سن ۵۲ سال بود که در تیراندازی شرکت کرد.

## جدول مدال‌ها

### مدال‌ها بر اساس بازی‌های تابستانی
| بازی‌ها | ورزشکاران    | طلا       | نقره‌      | برنز      | جمع       | رتبه      |
| ۱۹۸۰   | ۱۱           | ۰         | ۰         | ۰         | ۰         | –         |
| ۱۹۸۴   | شرکت نکرد    | شرکت نکرد | شرکت نکرد | شرکت نکرد | شرکت نکرد | شرکت نکرد |
| ۱۹۸۸   | ۲۴           | ۰         | ۰         | ۰         | ۰         | –         |
| ۱۹۹۲   | ۲۸           | ۰         | ۰         | ۰         | ۰         | –         |
| ۱۹۹۶   | ۲۸           | ۰         | ۰         | ۰         | ۰         | –         |
| ۲۰۰۰   | ۳۰           | ۰         | ۰         | ۰         | ۰         | –         |
| ۲۰۰۴   | ۳۰           | ۰         | ۰         | ۰         | ۰         | –         |
| ۲۰۰۸   | ۳۲           | ۰         | ۰         | ۰         | ۰         | –         |
| ۲۰۱۲   | ۳۴           | ۰         | ۰         | ۰         | ۰         | –         |
| ۲۰۱۶   | ۲۵           | ۰         | ۰         | ۰         | ۰         | –         |
| ۲۰۲۰   | ۲۰           | ۰         | ۰         | ۰         | ۰         | –         |
| ۲۰۲۴   | ۲۴           | ۰         | ۰         | ۰         | ۰         | –         |
| ۲۰۲۸   | رویداد آینده |           |           |           |           |           |
| ۲۰۳۲   | رویداد آینده |           |           |           |           |           |
| مجموع  | مجموع        | ۰         | ۰         | ۰         | ۰         | –         |

## پرچم داران
| بازی‌ها | ورزشکار                            | ورزش                             |
| ------ | ---------------------------------- | -------------------------------- |
| ۱۹۸۰   | فرناندو لوپس                       | شنا                              |
| ۱۹۸۸   | João N'Tyamba (؟)                  | دو و میدانی                      |
| ۱۹۹۲   | Jean-Jacques Conceição             | بسکتبال                          |
| ۱۹۹۶   | Palmira Barbosa                    | هندبال                           |
| ۲۰۰۰   | Nádia Cruz                         | شنا                              |
| ۲۰۰۴   | Ângelo Victoriano                  | بسکتبال                          |
| ۲۰۰۸   | João N'Tyamba                      | دو و میدانی                      |
| ۲۰۱۲   | آنتونیا مورئیرا                    | جودو                             |
| ۲۰۱۶   | Luísa Kiala                        | هندبال                           |
| ۲۰۲۰   | Natália Bernardo و Matias Montinho | هندبال (برناردو) و شنا (مونتینی) |